# Tugrik
O Tugrik ou na sua forma portuguesa tugrique (plural em português: tugriks ou tugriques; representado pelo símbolo ₮) é a unidade monetária da Mongólia. É dividido historicamente em 100 möngö. 

## História
O tugrik foi introduzido em 9 de dezembro de 1925 com o valor igual a um Rublo soviético. Como um rublo ou tugrik era igual a 18 gramas de prata. Elas são vendidas para turistas e como novidades e colecionáveis agora. Ele substituiu o dólar mongol e outras moedas e se tornou a única moeda legal em 1º de abril de 1928.
As moedas Möngö não estão mais em circulação como moeda, devido ao seu valor insignificante. Hoje, elas são vendidas online e para turistas como itens colecionáveis.

Em 2010, o tögrög subiu 15% em relação ao dólar americano, devido ao crescimento da indústria de mineração na Mongólia. No entanto, sua taxa de câmbio caiu 24% do início de 2013 a junho de 2014 devido à queda do investimento estrangeiro e da receita de mineração.